# Scacchipugilato

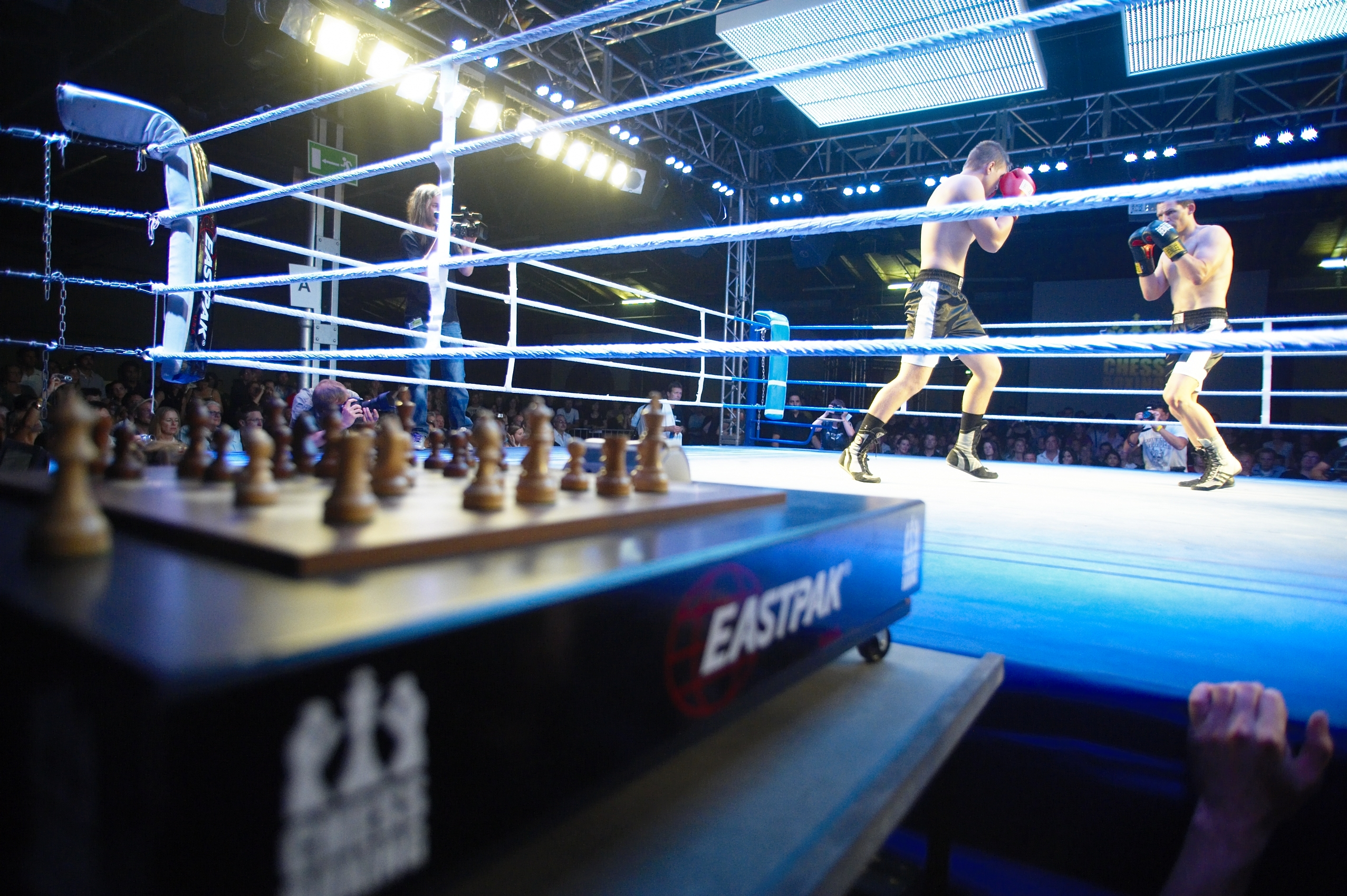
Incontro di scacchipugilato

Lo scacchipugilato o chessboxing è uno sport combinato, che mescola la boxe e gli scacchi. Combattimenti di scacchipugilato vengono organizzati dal 2003. Lo sport è stato ideato dall'artista olandese Iepe Rubingh, ispirato dalla graphic novel Freddo equatore di Enki Bilal.

## Struttura e regole
I due sfidanti si affrontano sulla distanza di un massimo di undici riprese, in cui vengono alternati un round di scacchi ed uno di pugilato, iniziando con un round di scacchi della durata di quattro minuti, seguito da uno di pugilato della durata di tre minuti. Tra un round e l'altro c'è un minuto di pausa, per consentire ai contendenti di cambiarsi.
La variante di scacchi utilizzata per gli incontri è un gioco rapido con dodici minuti a disposizione di ciascun giocatore per completare la partita. Se un combattente non muove durante il suo turno può essere ammonito dall'arbitro, e da quel momento ha dieci secondi per effettuare una mossa.
L'incontro può terminare per knockout, per scacco matto, per decisione del giudice o per esaurimento dei venti minuti a disposizione da parte di uno dei due contendenti.

## Storia
Lo sport è stato immaginato da Enki Bilal nel suo  graphic novel Freddo Equatore (Froid Équateur, del 1992). Iepe Rubingh, ispirato dall'opera di Bilal, codificò nel 2003 lo sport, con una variante rispetto al libro: non un incontro di pugilato seguito da una sfida a scacchi, ma un'alternanza dei due sport. Forme di chessboxing si trovano anche nel film finlandese del 1991 Uuno Turhapuro - herra Helsingin herra dove il protagonista giocava una partita di scacchi alla cieca mentre boxava.
Lo sport è ora disciplinato dalla World Chess Boxing Organisation (WCBO). Il primo campionato del mondo si è tenuto ad Amsterdam nel 2003 ed è stato vinto dallo stesso Iepe Rubingh. Il primo campionato europeo si è invece svolto a Berlino, ed ha visto prevalere in finale il bulgaro Tihomir Dovramadjiev sul tedesco Andreas 'D'Schneider.

## Campioni mondiali
| Categoria         | Atleta       | Anno | Campioni precedenti (anno)                 |
| ----------------- | ------------ | ---- | ------------------------------------------ |
| Pesi medi         | Iepe Rubingh | 2003 | -                                          |
| Pesi mediomassimi | Leo Kraft    | 2009 | Nikolay Sazhin (2008); Frank Stoldt (2007) |

## Campioni europei
| Categoria    | Atleta         | Anno | Campioni precedenti (anno) |
| ------------ | -------------- | ---- | -------------------------- |
| Pesi massimi | Sergio Leveque | 2009 | Tihomir Titschko (2005)    |